# 간지럼

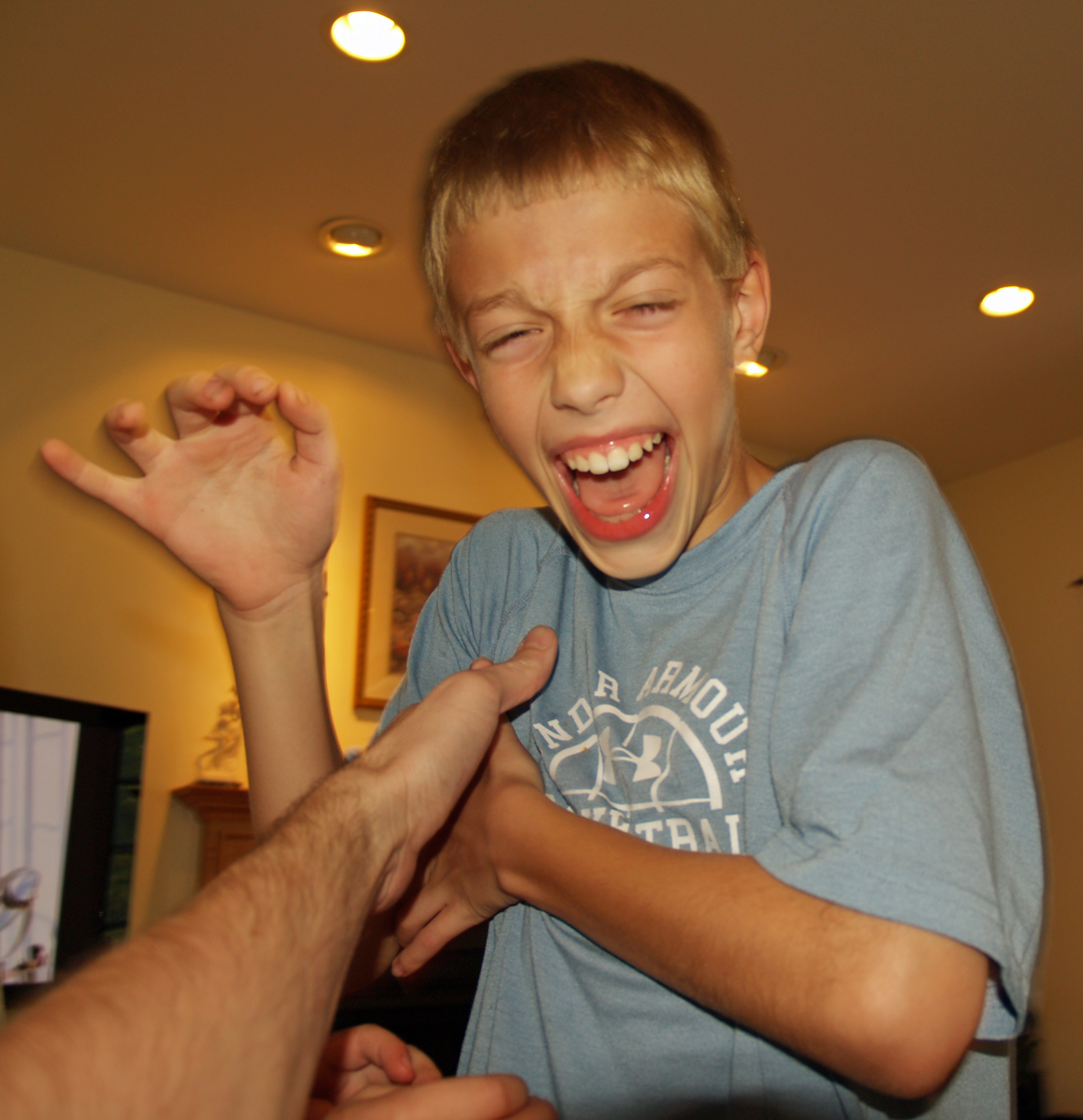

간지럼은 인간의 피부로 느끼는 압각 중의 하나이다.

## 간지럼을 타는 이유
인간은 간지럼을 발바닥과 허리, 겨드랑이, 배, 배꼽 등에서 느끼는데 이들은 대부분 동맥이 피부 가까이로 지나가는 부위이다. 이런 부분은 다치면 출혈이 과다하기 때문에 내가 아닌 타인의 신체가 접촉될 경우 신속하게 회피해야할 필요가 있다. 따라서 누군가가 간지럽힐 때 몸이 움츠리거나 웃음 짓는 행동을 하기도 한다. 이들은 모두 타인으로부터 위험한 부위를 방어하기 위한 행동이다. 그렇기 때문에 자신의 감각은 자기 스스로 알 수 있어 자신이 스스로 간질여도 간지럽지 않다.

## 이야기
고대 로마에서는 도둑질이나 남에게 상해를 입힌 죄로 형벌이 간지럼 태우기로 결정한 적이 몇 번 있다. 죄수의 발을 소금물에 담가 염소에게 핥게 하면 죄수는 웃다가 이내 호흡곤란으로 쓰러진다고 한다. 간지럼이 형벌로는 전혀 어울릴 것 같지 않지만 이 감각이 계속되면 나중에 고통으로 바뀐다고 한다. 일상 생활에서 약간 간지럼을 느끼는 것은 엔도르핀의 증가와 상대와 친밀감을 느끼는 정도지만 평균적으로 3분 이상 감각이 지속되면 스트레스가 증가하고 엔도르핀도 감소한다고 한다.

## 같이 보기
- 가려움